# Forsvarsforliget 2018-2023
Forsvarsforliget 2018-2023 er det nu gældende politiske forlig om det danske Forsvar.
Forliget består af en forligstekst med fem bilag.
Forliget er motiveret af et "NATO over for et udfordrende og mere selvhævdende Rusland".:2
Forliget bryder med de nedskæringer, som har præget de senere forlig, idet der tilføres 4,8 mia. kr. til Forsvaret. Samtidig kræves stadig effektiviseringer, konkret gennem en række initiativer identificeret ved en budgetanalyse i 2017.:Bilag 2
Forsvarschefen orienterede d. 17. november 2021 forligskredsen om, at fem initiativer måtte udskydes til den efterfølgende forligsperiode.

## Større ændringer
- Hæren skal kunne udsende en brigade.[1]:4[b]
- Jægerkorpset og Frømandskorpset forøges med mere end 50%.[1]:6
- Fregatterne får luftforsvarsmissiler, og der etableres kapacitet til ubåds-bekæmpelse.[1]:4
- Forsvaret skal kunne støtte politiet.[1]:6
- Cyber-forsvaret styrket.[1]:9-11

## Partier i forliget
Oprindeligt blev forliget indgået mellem seks af Folketingets partier: (Socialdemokratiet, Venstre, Liberal Alliance, Dansk Folkeparti, Det Konservative Folkeparti og Radikale Venstre).
Den 25. marts 2022 blev Kristendemokraterne, Nye Borgerlige og SF også en del af forligskredsen. Herefter er der ni partier, der står bag forsvarsforliget.